# Dun-sur-Auron
Dun-sur-Auron, das mittelalterliche Dun-le-Roy, ist eine französische Gemeinde mit 3.566 Einwohnern (Stand 1. Januar 2022) im Département Cher in der Region Centre-Val de Loire; sie gehört zum Arrondissement Saint-Amand-Montrond und zum Kanton Dun-sur-Auron.

## Geografie
Die Stadt liegt am aufgelassenen Canal de Berry sowie am Fluss Auron. Dessen späterer Zufluss Ruisseau des Marais verläuft im westlichen Gemeindegebiet und entwässert auf seinem Weg das Feuchtgebiet Marais de Contres. Nachbargemeinden sind Vornay im Norden, Osmery im Nordosten, Bussy im Osten, Cogny im Südosten, Parnay im Süden, Contres im Südwesten, Saint-Germain-des-Bois im Westen und Saint-Denis-de-Palin im Nordwesten.

## Geschichte
Das bereits in der Antike bestehende Dunon (lat. -dunum) war eine befestigte gallische Siedlung oder Großsiedlung (Oppidum). Im Mittelalter gehörte die Herrschaft Dun-le-Roy zur Vizegrafschaft Bourges. Deren letzter Besitzer, Eudes de Dun genannt Arpin, verkaufte die Vizegrafschaft 1101 an König Philipp I., als er zum Kreuzzug aufbrach. Dun als dritte königliche Stadt im Berry nahm den Namen Dun-le-Roy an und König Philipp August versah sie mit bedeutenden Befestigungsanlagen.

## Bevölkerungsentwicklung
- 1962: 3982
- 1968: 3995
- 1975: 4154
- 1982: 4238
- 1990: 4261
- 1999: 4013
- 2016: 3945

## Sehenswürdigkeiten
- Stiftskirche Saint-Étienne, gegründet 1109
- Schlossrest (Uhrturm) aus dem 13. Jahrhundert
- Stadtbefestigung – erhalten sind 3 Türme und Mauerreste aus dem 12. Jahrhundert
- „Le Prieuré“ – Residenz eines Klosters aus dem 15. Jahrhundert.

## Persönlichkeiten
- Laure Coutan (1855–1914), Bildhauerin
- Agnès Godard (* 1951), Kamerafrau